# Hello, aloha
Pour plus de détails, voir Fiche technique et Distribution.
Hello Aloha est un court métrage d'animation américain de la série de Dingo, sorti le 19 février 1952 aux États-Unis, réalisé par les studios Disney.

## Synopsis
Dingo décide de quitter son travail stressant pour une île tropicale. La vie y est beaucoup plus agréable. Il ramasse les coquillages sur la plage, participe aux luaus... Mais les indigènes ont alors besoin d'un sacrifice humain pour apaiser le volcan qui s'est activé.

## Fiche technique
- Titre Original : Hello Aloha
- Autres titres [2]:
  - Finlande : Hessun hassu maailma
  - Suède : Jan Långbens paradis
- Série : Dingo
- Réalisateur : Jack Kinney
- Scénaristes: Dick Kinney, Milt Schaffer
- Voix[2] : Pinto Colvig (Goofy), Harry Owens (lui-même, chef d'orchestre)
- Animateur[2] : Edwin Aardal, George Nicholas
- Effets d'animation: Dan McManus
- Layout: Al Zinnen
- Décors : Art Riley
- Musique: Joseph Dubin
- Producteur : Walt Disney
- Société de production : Walt Disney Productions
- Distributeur : RKO Radio Pictures
- Date de sortie : 19 février 1952
- Format d'image : Couleur (Technicolor)
- Son : Mono (RCA Sound System)
- Durée : 6 minutes
- Langue : Anglais
- Pays de production :  États-Unis

## Voix françaises

### 1erdoublage (1985)
- Roger Carel : Narrateur, Dingo, le patron de Dingo

### 2edoublage (1989)
- Roger Lumont : Dingo
- Roger Carel : Le patron de Dingo
- Gérard Rinaldi : Dingo (version alternative 1991)

## À noter
- Une scène avec l'un des indigènes souffle dans une conque pour dire "Venez et attrapez-le" aurait été coupée[3].